# Zermüllen

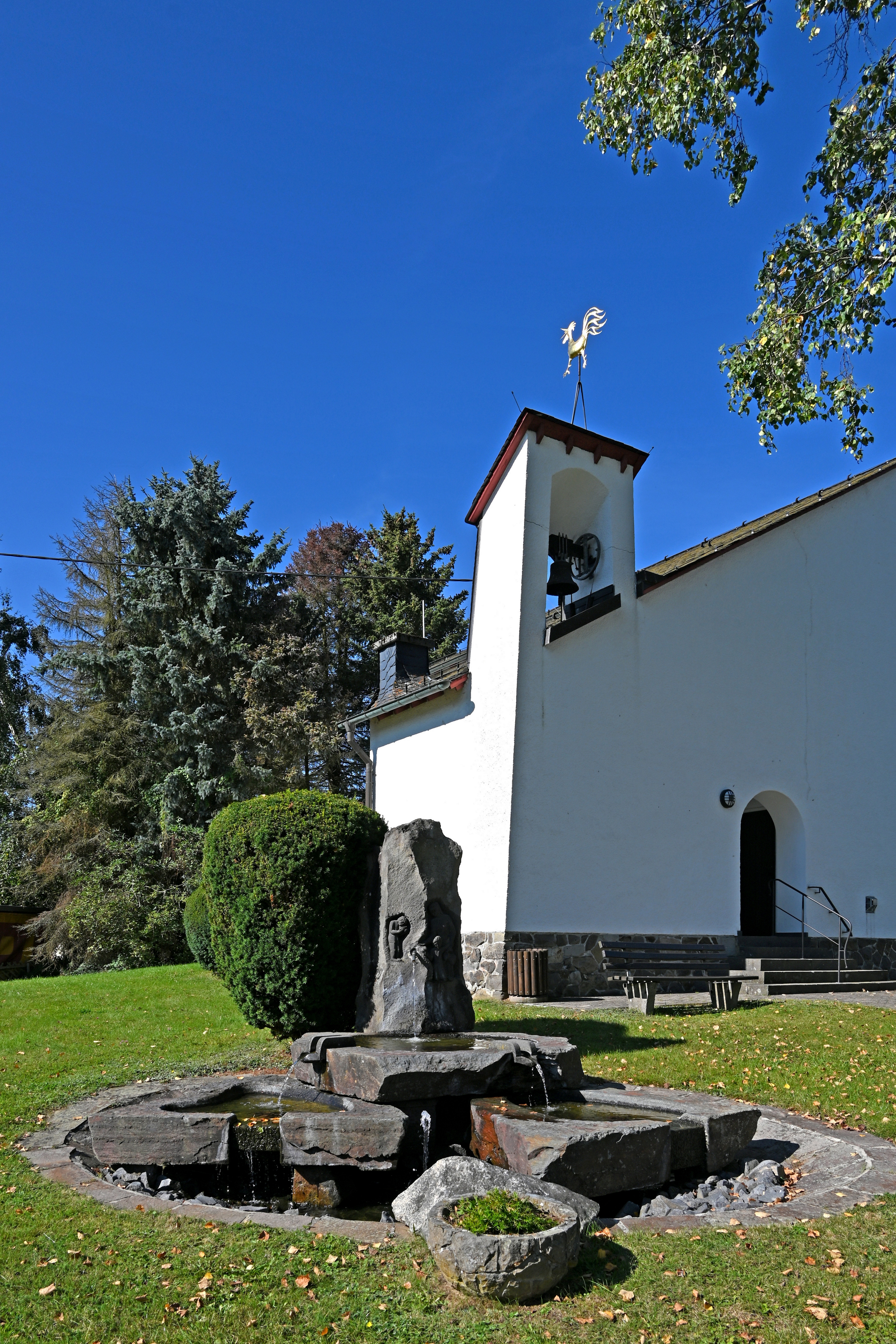
Zermüllen, Brunnen vor St. Donatus

Zermüllen ist ein Ortsteil der Ortsgemeinde Kelberg im Landkreis Vulkaneifel in Rheinland-Pfalz.

## Geographische Lage
Zermüllen liegt in einer Mulde im Tal des Trierbachs nördlich des Hauptorts. Durch Zermüllen verläuft die Bundesstraße 257.
Zum Ortsteil gehört der Wohnplatz Kelbergermühle.

## Geschichte
Zermüllen wurde urkundlich erstmals 1466 als „zur Molen“ in einem Weistum des kurtrierischen Amts Daun erwähnt. Der Name weist wahrscheinlich auf zwei Mühlen hin, die sich früher in der Nähe des Dorfes befanden. Weitere frühere Schreibweisen waren „Zormuhlen“ (1506) und „Zur Müllen“ (1771).
Im Jahr 1563 wurde Zermüllen noch mit 18 Feuerstellen (Hausstätten) erwähnt, kurz nach dem Dreißigjährigen Krieg waren es 1651 nur noch vier. Bis 1795 gehörte der Ort zu Kurtrier, nach der Inbesitznahme des Linken Rheinufers durch französische Revolutionstruppen wurde er der Mairie Kelberg im Kanton Ulmen im Rhein-Mosel-Departement des Arrondissement Bonn zugeordnet. Aufgrund der 1815 auf dem Wiener Kongress getroffenen Vereinbarungen fiel die gesamte Region nachfolgend an das Königreich Preußen. Im Jahr 1817 hatte Zermüllen 151 Einwohner.
Die Kapelle zu Ehren des heiligen Donatus (Namenstag 30. Juni) wurde im Jahr 1718 errichtet, musste aber im Jahr 1939 zur Materialbeschaffung für den Krieg abgerissen werden. Nach dem Krieg wurde im Jahr 1945 eine Notkirche gebaut, bis die Kapelle schließlich in den Jahren von 1953 bis 1955 vom später in Trier lebenden Architekten Karl Peter Böhr endgültig wieder aufgebaut wurde.
Am 1. Januar 1970 wurde die bis dahin selbständige Ortsgemeinde Zermüllen in die Ortsgemeinde Kelberg eingemeindet.

## Politik
Zermüllen ist einer von vier Ortsbezirken der Ortsgemeinde Kelberg. Die Grenzen des Bezirks entsprechen denen der Gemarkung. Auf die Bildung eines Ortsbeirats wurde laut Festlegung in der Hauptsatzung verzichtet. Der Ortsbezirk wird von einem Ortsvorsteher vertreten.
Michael Hoffmann ist seit 2014 Ortsvorsteher von Zermüllen. Bei der Direktwahl am 26. Mai 2019 wurde er mit einem Stimmenanteil von 82,02 % für weitere fünf Jahre in seinem Amt bestätigt.
Hoffmanns Vorgänger Josef Weber hatte das Amt 20 Jahre ausgeübt.